# Арчър Мартин
Арчър Джон Портър Мартин (на английски: Archer John Porter Martin) е британски химик, който получава Нобелова награда за химия през 1952 г. заедно с Ричард Лорънс Милингтън Синг за изследванията си върху хроматографията.

## Биография
Арчър Мартин е роден в Лондон на 1 март 1910 г. Бащата на Мартин е общопрактикуващ лекар. Завършва училище в Бедфорд, а по-късно завършва и колежа Питърхаус към Кембриджкия университет.
Първоначално Мартин работи в лабораторията по физикохимия, а след това се премества в хранителната лаборатория. През 1938 г. отива да изследва вълна в Лийдс. Той е ръководител на биохимичния отдел в компания за лекарства в периода 1946-1948 г., когато се присъединява към Съвета за медицински изследвания. Там той е назначен за ръководител на физикохимичния отдел към Националния институт за медицински изследвания през 1952 г. В периода 1956-1959 г. служи като консултант по химия.
Специализира в биохимията, интересува се от витамините E и B2 и от техниките, които полагат основите на няколко нови вида хроматография. Той разработва разпределителната хроматография, докато работи по отделянето на аминокиселини, а по-късно разработва и газовата хроматография. Освен множеството и почести, през 1952 г. е награден с Нобелова награда за химия.
Той публикува много по-малко трудове от повечето нобелови лауреати - само 70, но 9-ият му спечелва наградата. Хюстънският университет го освобождава от длъжност във факултета по химия през 1979 г., тъй като не публикува достатъчно трудове.
От 1950 г. Мартин е член на Кралското дружество, а от 1960 г. е командир на ордена на Британската империя.
Женен е за Джудит Багенал от 1943 г., от която има двама сина и три дъщери. В последните години от живота си Арчър Мартин страда от болестта на Алцхаймер. Умира на 28 юли 2002 г.